# Charles Théveneau de Morande
Charles Théveneau de Morande (ur. 9 listopada 1741 w Arnay-le-Duc, zm. 6 lipca 1805 tamże) – francuski dziennikarz brukowy i szpieg mieszkając i działający wiele lat w Londynie w XVIII wieku.
Był synem prokuratura Arnay-le-Duc i notariusza królewskiego. studiował w Dijon. Od 1759 do 1763 służył w pułku dragonów. w roku 1765 szef policji de Sartine umieścił go w swych aktach jako skandalistę i libertyna. Przez kilka miesięcy 1771 roku de Morande wydawał pismo brukowe Gazetier cuirassé, które opisywało skandale z wyższych sfer. Od 1771 do 1791 przebywał na wygnaniu.